# Эриванская
Эриванская — станица в Абинском районе Краснодарского края России. Входит в состав Светлогорского сельского поселения.

## География
Расположена в южной части Приазово-Кубанской равнины.
Станица находится в среднем течении реки Абин, у слияния рек Абин и Михале (Эриванка). В 12 км на юг от административного центра поселения села Светлогорского, в лесистой зоне предгорьев Большого Кавказа.

### Улицы
- пер. Весенний,
- пер. Майский,
- пер. Приозёрный,
- ул. 8 Марта,
- ул. Гагарина,
- ул. Горная,
- ул. Заречная,
- ул. Зелёная,
- ул. Комарова,
- ул. Комсомольская,
- ул. Красноармейская,
- ул. Крылова,
- ул. Ленина,
- ул. Лесная,
- ул. Мира,
- ул. Набережная,
- ул. Октябрьская,
- ул. Пионерская,
- ул. Подгорная,
- ул. Пролетарская,
- ул. Пушкина,
- ул. Садовая,
- ул. Свободы,
- ул. Советов,
- ул. Тельмана,
- ул. Труда,
- ул. Чапаева,
- ул. Энгельса[4].

## История
Станица основана в 1863 году.

## Население
| 2002 | 2010 |
| ---- | ---- |
| 657  | ↘650 |

## Образование
- ООШ № 39 ст. Эриванской